# Krasnapolle
Krasnapolle (bělorusky Краснаполле) je sídlo městského typu v Mohylevské oblasti v Bělorusku. K roku 2016 v něm žilo bezmála šest tisíc obyvatel.

## Poloha
Od Mohyleva, správního střediska oblasti, je Krasnapolle vzdáleno přibližně 109 kilometrů jihovýchodně. Bližší města jsou Slaŭharad na severovýchodě, Čerykaŭ na severu a Kascjukovičy na východě. Směrem na jih až k bělorusko-ruské hranici, za kterou leží Brjanská oblast Ruské federace, už žádné větší běloruské sídlo neleží.

## Dějiny
Krasnopolle patří oblasti zasažené Černobylskou havárií v roce 1986. Je řazeno do „nepřetržitě sledované zóny“ (radioaktivita 15—40 Ci/km²). V roce 1996 byl v obci odhalen pomník obětem tohoto neštěstí.

## Mapa radiace v roce 1996

Mapa radioaktivního zamoření nuklidem cesia 137 v roce 1996:

| Uzavřené zóny              | více než 40 Ci/km² |
| Nepřetržitě sledovaná zóna | 15—40 Ci/km²       |
| Občasně sledovaná zóna     | 5—15 Ci/km²        |
| Zóna bez pojmenování       | 1—5 Ci/km²         |

## Rodáci
- George Pusenkoff (* 1953), malíř